# Esch (Gemeinden Hallwang, Salzburg)

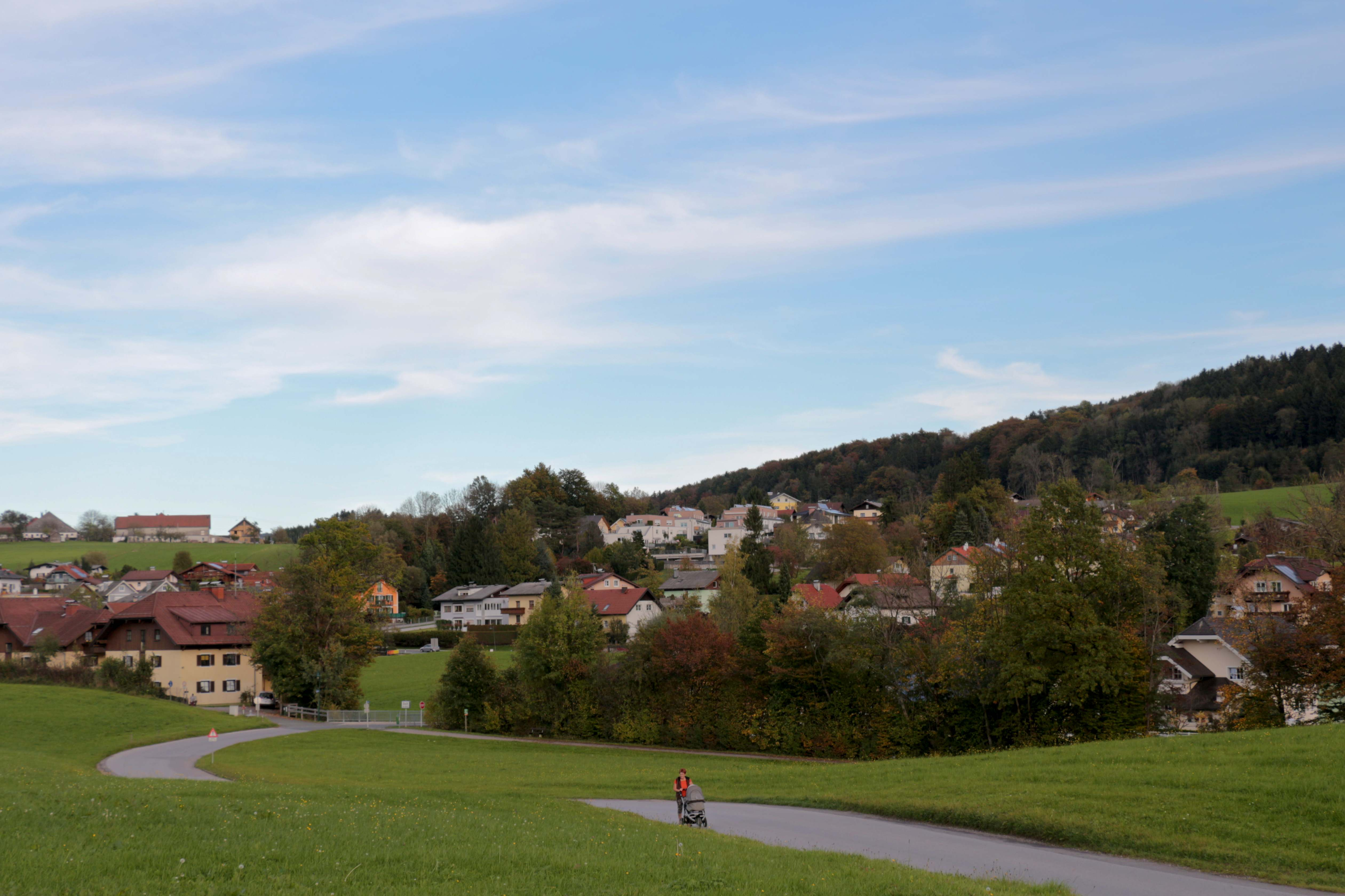
Esch (Gemeinde Hallwang) von Nordwesten

Esch ist eine Ortslage im Stadtgebiet von Salzburg und eine Ortschaft der Gemeinde Hallwang im Bezirk Salzburg-Umgebung mit Ortsteilen in der Stadt selbst.

## Geographie
Esch liegt am nordöstlichen Stadtrand Salzburgs, nördlich des Heubergs. Es umfasst die Ansiedlungen entlang der B 1 (Wiener Straße) zwischen Salzburg-Gnigl und dem Talübergang Zilling der Westautobahn (A 1), also dem Anstieg aus dem Salzburger Becken auf die Höhenstufe des Salzburger Seengebiets, der rund 150 Höhenmeter beträgt. Das Steilstück der B1 kurz nach der Stadtgrenze wird Rennerberg genannt.
Nördlich des Rennerbergs liegt am Schernbach – damals Zilling Nr. 1, heute Fichtlmühlstraße – die Fichtlmühle, an der bis 1957 eine Haltestelle der Salzkammergut-Lokalbahn war.
Zur Ortschaft Esch der Gemeinde Hallwang gehören, stadteinwärts, das Dorf Oberesch (Esch im engeren Sinne, 540 m ü. A.) oberhalb des Rennerbergs, die Rotte Unteresch unterhalb, nahe Söllheim, das Dorf Esch-Mayrwies (auch Mayrwies, 450 m ü. A.) bis an die Stadtgrenze. Dann folgt im Salzburger Stadtgebiet Langwied Esch bis an die Grenze zu Gnigl am Westende des Heubergs. Ab Unteresch sind die Ortslagen schon weitgehend mit der Stadt verwachsen. Dabei hat Oberesch um die 250 Gebäude, Unteresch um die 30, Mayrwies 250, und Langwied-Esch 550 Gebäude.
Die Hallwanger Anteile liegen in der Katastralgemeinde Hallwang I; die Salzburger Anteile in Hallwang II gehören zum Stadtteil Langwied.
Zum Hallwanger Ortschaftsgebiet gehört auch der Weiler Matzing südlich von Oberesch gegen den Heuberg hinauf sowie Daxlueg am Heuberg.
Zum Umfeld zählen auch das Dorf Zilling und das Gehöft Haubenödt nahebei (Zählsprengel Oberesch), sowie Söllheim (Zählsprengel Esch-Mayrwies), also das gesamte Hallwanger Gebiet südlich der Westautobahn.
Nachbarortschaften und -orte bzw. Stadtteile
|                                                                                                | Hallwang (Gem.) Zilling (Gem. Hallwang)     | Reicherting (Ortsch. Zilling, Gem. Hallwang) ∗ Pebering (Gem. Eugendorf) |
| Berg (Gem. Hallwang) Söllheim (Ortsch. Berg, Gem. Hallwang) Sam (Stt. Landwied, Gem. Salzburg) | Kompassrose, die auf Nachbargemeinden zeigt | Schwaighofen (Gem. Eugendorf)                                            |
| Gnigl (Stt., Gem. Salzburg)                                                                    | Heuberg (Gem. Salzburg, u. Hallwang)        |                                                                          |

∗ nur in einem Punkt: Ortschaft Eugendorf (der Ort Straß)

## Geschichte

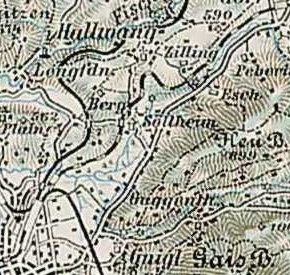
„Söllheim, Esch“. Franzisco-Josephinische Landesaufnahme, Blatt 31–48 Salzburg, um 1900

Der Ortsname leitet sich vielleicht vom einst am Hangfuß des Heuberges stockenden Eschenwald her. Glaubhaft vertreten wird aber auch die Hypothese, dass er auf das mittelhochdeutsche Wort esch zurückgeht, das eine Feldweide bezeichnet und mit dem Eschenbaum (mittelhochdeutsch asch, asche, esche) nicht identisch ist. Jedenfalls ist das Namensmotiv der einstmals hier anzutreffen gewesene Baumbestand. Erstmals urkundlich erwähnt ist Esch im Jahr 1315 in der Form Esche.
Noch Mitte des 19. Jahrhunderts war Esch ein kleiner Weiler von wenigen Häusern, knapp 2 Wegstunden von Salzburg an der damaligen Linzer Reichsstraße; vor dem Rennerberg lagen der Wirth in Mayrwies und sonst nur eine Reihe einzelner Handwerkshäuser und Bauerngüter.
Ab 1893 führte hier die Salzkammergut-Lokalbahn vorbei, von Söllheim über den Hammerschmidtgraben nach Zilling, mit einer Haltestelle Fichtlmühle bei Oberesch, womit die Ortsentwicklung begann.
1939, als in der NS-Zeit in Österreich allerorten Großgemeinden gebildet wurden, kam der Südteil Hallwangs zu Salzburg.
Zu dieser Zeit wurde auch mit dem Bau der Westautobahn begonnen (im Raum: Zillinger Viadukt), der aber nach 1941 weitgehend eingestellt wurde. Erst in den späten 1950er Jahren wurde der Bau vollendet. Im selben Zeitraum wurde die Salzkammergut-Lokalbahn eingestellt und abgebaut. Ihre frühere Trasse dient heute als Wanderroute für Fußgänger und Radfahrer (Söllheimer Wanderweg/Radweg L261).
In den 1970er Jahren entstand zwischen Gnigl und Rennerberg ein ausgedehntes Gewerbegebiet, seit den 1990ern auch zunehmend in Oberesch in Verbindung mit dem Gewerbegebiet Eugendorf-Straß, sodass hier eine wirtschaftskräftige Achse entstand. Einen weiteren Impuls der Stadtentwicklung bekam der Raum durch die Ansiedlung der Rudolf-Steiner-Schule (Waldorfschule) Salzburg 1994 sowie 2006 durch die Gründung der neuen Pfarre St. Severin für den Salzburger Teil von Esch.